# Willeke Brouwer
Willeke Brouwer (Hoofddorp, 21 januari 1964) is een Nederlandse illustrator, kinderboekenschrijver en cartoonist.

## Biografie

### Jeugd en opleiding
Brouwer werd geboren in Hoofddorp en groeide op in Barneveld in een protestants gezin. Ze ging naar het Johannes Fontanus College in Barneveld en daarna naar de Academie voor beeldende kunsten, later Artez genoemd in Zwolle, waar ze in 1990 afstudeerde.

### Werkzaamheden
Brouwer begon in 1990 als illustrator, ging rond 1995 cartoons maken voor het Nederlands Dagblad en diverse weekbladen. Van 2006 tot 2011 tekende ze voor het kleuter-tvprogramma 'Elly en de Wiebelwagen' en van 2016 tot 2021 voor 'Verhalen uit de Schatkist', beide voor de EO televisie. Naar aanleiding van die programma's trad ze op voor scholen, samen met Elly_Zuiderveld-Nieman.
Brouwer heeft tientallen boeken op haar naam staan, die ze maakte samen met onder meer Gisette van Dalen, Cees Baan, Rik Felderhof, Corien Oranje, Vrouwke Klapwijk, Alianna Dijkstra en Margriet de Graaf. 
In 2015 begon ze met schrijven en kwam de eerste graphic novel uit: 'Silvester en de bizarre verhuizing'. Dat boek won de 'EigenWijsPrijs' in 2016. Daarna verschenen nog 7 delen. Ook maakte ze in die tijd een graphic novel-serie 'Lotte laat maar'. Het eerste deel van die serie, 'Lotte Laat Maar! De verwoestende puppy' won de 'Hoogste Woordprijs' in 2019.
Ze begon aan een kinderbijbel. Als voorproefje verscheen 'De engel en het kind', in graphic novel-stijl en dat werd ook door de Duitste uitgeverij Herder vertaald en uitgegeven.
In januari 2022 verscheen haar graphic novel kinderbijbel Ongelooflijke bijbelverhalen. Na een week was de halve oplage verkocht.

### Privé
Willeke Brouwer was getrouwd en heeft drie kinderen. 